# Карлсберг България
 Тази статия е за българската пивоварна компания.  За датската компания – майка вижте Карлсберг Груп.  
Пивоварната компания „Карлсберг България“ АД е акционерно дружество, със седалище град София, собственост на датския пивоварен концерн Carlsberg Group.
Дружеството е правоприемник на „Българско пивоварно дружество Шумен“ СД (1882 – 1903), „Българско пивоварно дружество Шумен – Русе“ АД (1903 – 1947), „Държавна пивоварна фабрика – Шумен“ (1947 – 1953), ДИП „Пивоварна фабрика Мадара“ (1953 – 1959), Държавен пивоварен завод „Мадара“ (1959 – 1971) Пивоварен завод „Шуменско пиво“ (1971 – 1991), Държавна фирма „Шуменско пиво“ (1991), „Шуменско пиво“ ЕООД (1991 – 1996), „Шуменско пиво“ ЕАД (1996 – 1998), и на „Шуменско пиво“ АД (1998 – 2004); както и на „Пиринско пиво“ АД – гр. Благоевград, което през 2004 г. се влива в „Карлсберг България“ АД. Дружеството е правоприемник и на русенската пивоварна фабрика „Хаберман“, която е купена през 1903 г.

## Начало на пивоварната индустрия в Шумен
Началото на пивоварството в България поставят унгарски емигранти, доведени в Османската империя от Лайош Кошут след унгарската революция (1848 – 1849). Част от тях се установяват в Шумен и през 1850 г. започват да произвеждат пиво за собствени нужди с помощта на голям казан и ярмомелка за малц. Десетина години по-късно, след като унгарците напускат града, шуменецът Илия Гагората, със същия казан започва да произвежда пиво, но въпреки желанието си, не успява да го наложи на пазара. Неефективността на производството и малките печалби довеждат до преустановяване дейността на Гагората. Няколко години преди Освобождението, Ради Железов (Ради Гьокчеренлията) започва да произвежда пиво в Шумен. Той устройва градина-бирария, в която започва да пласира произведеното пиво с подходяща за времето си реклама. Радевата бира се произвежда и консумира до 1880 —1881 г. От активната търговско-производствена дейност Ради Железов натрупва значителен за времето си капитал, който успешно използва неговият син Антон Радев. През 1885 г. в съседство с бащината бирария той и съдружниците му построяват нова фабрика, като доставят нови казани, а по-късно и парна машина.

## История на „Шуменско пиво“ АД

### 1882 – 1924
През 1881 г. в България пристига чешкия майстор пивовар Франц Милде и започва работа в пивоварната фабрика „Света Петка“ в Русе. Една година по-късно Милде отива в Шумен, където на 26 октомври 1882 г. седмина предприемачи подписват „Съгласително за създаване на едно пивоварно дружество“. Целта му е варене и продажба на пиво на едро и дребно. Учредители на дружеството са Радуш В. Симеонов, Атанас С. Попов, Васил В. Каракашев, Ангел Радушев, поручик И. Т. Козаров, Рафаил Г. Мощев и Васил Р. Щеров.На учредителното събрание присъства и Франц Милде, който няма собствен капитал, но има необходимия опит и става майстор-пивовар, а година по-късно е приет и за съдружник в дружеството. Основният капитал, който събират учредителите, е 450 златни наполеона. Сдружението е създадено като събирателно дружество.
Без планове от инженери, а само по една начертана скица, на 30 ноември 1882 г. основателите правят първата копка на бъдещата пивоварна фабрика в местността „Кьошковете“. Въпреки студа и снега през зимата изграждането на фабриката не спира, и преди Атанасовден на следващата 1883 г. е готова. За постройката, за набавяне на необходимия инвентар, за закупване на ечемик, хмел и други суровини и материали, дружеството изхарчва над 100 000 гроша. Въпреки финансовите затруднения, учредителите успяват да преодолеят всички препятствия, и на Атанасовден 1883 г. се извършва първото наквасване на ечемика за производството на бира. Основателите призовават свети Атанасий Велики да им бъде на помощ и оттогава го тачат като свой покровител и патрон на фабриката.
Новосъздадената пивоварна започва работа с един 1000-литров казан, 5 ферментационни каци по 2000 литра и 22 бъчви от по 1000 литра за отлежаване на пивото. На 1 март 1883 г. се прави първата варка на „Шуменско пиво“, а месец по късно бирата е пусната в продажба. През първите седем месеца „Българско пивоварно дружество Шумен“ произвежда и пласира 89 600 литра шуменско пиво. Търсенето е голямо и постепенно производството се увеличава. През следващите няколко години дружеството купува още няколко казана, за да увеличи капацитета си, а след като успява да наложи продукцията си в региона, открива складове за продажба на пиво във Варна, Русе, Силистра и други градове.
Съдружниците отварят до фабриката и два градински салона, които са много добре посетени, особено в събота и неделя, когато там свири военният оркестър на града. През 1885 г. синът на някогашния пивовар Ради Железов – Антон, разширява и модернизира бащината си фабрика и създава „Пивоварно дружество Радев, Бойчев и с-ие“. Фабриката е в центъра на Шумен и има модерно оборудване и солиден капитал, но поради технологични и организационни неудачи спира работа и през 1893 г. е обявена за продажба. Пивоварното дружество на Франц Милде купува фалиралата пивоварна и пренася оборудването и в Кьошковете.
През 1890 г. Франц Милде подписва споразумение с русенската пивоварна „Хаберман“ за съвместна работа. През 1903 г. тя също е изкупена и шуменското дружество се преименува в „Българско пивоварно дружество Шумен – Русе“. Обединеното дружество се превръща в лидер на българския пазар. През 1901 г. шуменската фабрика е одобрена за „придворен доставчик“ лично от княз Фердинанд. „Придворен доставчик“ е звание давано от двореца на фирма, доставяща стоки или услуги в двореца. По силата на предоставения официален статут фирмата придобива правото да поставя личния владетелски герб на магазините и етикетите си. Патентите за придворните доставчици сее описват в нарочен регистър, който се съхранява в Канцеларията на ордените.
Към 1901 – 1902 г. във фабриката има машина за изкуствен лед, в нея работят 22 души от различни народности с месечни заплати от 30 до 120 лева месечно.
През 1904 г. пивоварната разширява дейността си и купува русенската бирена фабрика „Хаберман“ и я прави свой клон. В новопридобитата фабрика в Русе са построени допълнителни избени помещения. Дружеството има свои клонове – депозити „представителства“ в градовете Варна, Бургас, Добрич, Разград, Ески Джумая (дн. Търговище), Горна Оряховица, Плевен, Балчик и др. Прави се опит да се открие представителство в Истанбул, който не успява поради създадени пречки от местните власти.
Производството през годините нараства: през 1883 г. са произведени 100 000 литра бира, през – 1887 г. – 600 000 л; през 1891 г. – 800 000 л, през 1895 г. – 1 000 000 л, през 1905 г. – 1 000 000, през 1908 г. – 2 800 000 л. За периода 1883 – 1907 г. компанията е увеличила производството си 28 пъти; има складове в Североизточна България, Бургас и София. През 1908 г. дружеството започва да изнася бира за Истанбул, Турция. Броят на наетите работници варира от 50 до 100 в зависимост от сезона.
Шуменско пиво печели златни медали на международни изложения – сребърен медал на Парижкото изложение през 1900 г., златен медал на изложението в Сен Луи (Франция) през 1904 г., златни медали от изложенията в Лиеж (1905 г.), Милано (1906 г.) и Лондон (1907 г.), като основната заслуга за тези успехи е на Франц Милде.
През 1911 г. дружеството закупува от Унгария три вагона и локомотив и си построява собствена жп линия с дължина 6,3 км, която свързва фабриката с шуменската гара, и е най-дългата частна индустриална линия за времето си в България. Това облекчава много транспорта, понеже фабриката е отдалечена на 3 км от гарата. През 1912 г. железопътната линия е пусната в експлоатация. Производството отново се увеличава, но по време на Първата световна война е непостоянно и отново се свива след приключването ѝ – през 1912 г. са произведени – 4 400 000 литра през 1913 г. – 4 000 000 л; през 1914 г. – 3 800 000 л; през 1915 г. – 4 200 000 л; през 1916 г. – 3 000 000 л; през 1917 г. – 2 500 000 л; през 1919 г. – 1 700 000 л; през 1920 г. – 2 600 000 л; през 1921 г. – 3 800 000 л; през 1922 г. – 3 100 000 л; през 1923 г. – 3 100 000 л; през 1924 г. – 3 700 000 л; през 1925 г. – 1 800 000 л; и през 1926 г. – 1 500 000 л.
През 1918 г. пивоварното дружество става публично акционерно дружество. Акции на стойност 1.5 млн. лева са изкупени бързо и парите отиват за модернизация на фабриката. През 1920 г. дружеството се преименува в „Безименно акционерно дружество Шумен – Русе“ АД, с определение № 3866 от 2 декември 1920 г. на Шуменския окръжен съд. През 1924 г. е отпечатан Уставът на дружеството. Съгласно устава, целта на дружеството е производство и продажба на пиво и склад за 50-годишен период, който може да бъде продължен по решение на общото събрание на дружеството. Основният капитал е 15 милиона лева, разпределени в 30 000 безименни акции по 500 златни лева, напълно внесени. Управлението на дружеството се осъществява от Общо събрание, Управителен съвет и Проверителен съвет. Годишните баланси на дружеството се публикуват в Държавен вестник. Пивоварните фабрики в Шумен и Русе са имали поотделно за двете фабрики администрации в състав: стопански, административни и технически директори, директори по продажбата и пласмента и по депозита, финансов съветник, главен счетоводител, домакин, майстори, техници и общ юрисконсулт и браер-пивовармайстор.
След смъртта на Франц Милде през 1924 г. Управителният съвет на „Българско пивоварно дружество Шумен – Русе“ назначава за главен майстор-пивовар първородния му син Карел Милде..

### 1924 – 1947
През 1925 г. русенската фабрика на дружеството се закрива и тя остава да функционира като депозитен склад на Шуменската фабрика. По това време производството на бира в страната не се насърчава от държавата. Акцизът на бирата постоянно се увеличава, а консумацията намалява. По това време започва и борба и конкуренция между пивоварите и лозаровинарите. Последните искат увеличение на акциза на бирата, за да се ограничи пласмента и да не пречи на търговията на винопроизводителите. В това противопоставяне държавата дава рамо на винарите. Това дава отражение в отрасъла през 1926 г., когато заплануваното производство и пласмент на шуменската фабрика са изпълнени едва наполовина.
Спадът в производството на бира след Първата световна война принуждава собствениците на пивоварни фабрики в България да образуват на 3 април 1927 г. пивоварен картел, в който влизат всички съществуващи към момента 18 фабрики, между които и „Българско пивоварно дружество Шумен – Русе“. По решение на картела се затварят 12 пивоварни фабрики. Съгласно решението на картела от 1927 г. варненската, плевенската и ломската пивоварни започват да пласират шуменско пиво. Създаването на картела не успява да преодолее спада и различията и през 1931 г. картелът престава да съществува. Междувременно избухва световната икономическа криза (1930 – 1933). Правителството повишава акциза на бирата и намалява цената му, като създава данъчни облекчения на винопроизводителите, което задълбочава кризата в отрасъла. През 1935 г. собствениците-пивовари създават нов картел – за райониране на страната и пласмента на пиво по райони.
През този труден период производството на бира спада – през 1927 г. са произведени – 1 300 000 литра, през 1928 г. – 2 200 000 л; през 1929 г. – 2 800 000 л; през 1930 г. – 1 500 000 л; през 1931 г. – 1 500 000 л; през 1932 г. – 2 300 000 л; през 1933 г. – 2 000 000 л; през 1934 г. – 1 200 000 л; през 1935 г. – 1 000 000 л; през 1936 г. – 1 100 000 л.
По-голямата част от производството си дружеството пласира на вътрешния пазар. Останалата част дружеството изнася зад граница чрез Експортно дружество „Шуменско пиво“ или направо с чуждестранни фирми. През 1926 г. Бифи и С-ие Кроли – Атина вземат представителство за Гърция. Чрез „Българско параходно дружество – Русе“ дружеството изнася пиво в Средна Европа. През 1927 г. започва експорт на пиво за Испания. Чрез „Международен обмен“ АД – София се изнася пиво за Египет и Палестина.
През 1935 г. Карел Милде умира и за майстор пивовар е назначен най-малкият брат на Франц Милде – Себастиян Милде, който има стаж като майстор пивовар във фабриките „Света Петка“ и „Хаберман“ в Русе. Себастиян Милде работи в Шумен до национализацията през 1947 г.
Дружеството инвестира в нова техника и транспортни средства. През 1940 г. дружеството купува софийската пивоварна фабрика „Македония“ и се утвърждава като основен производител и търговец и в Западна България. През 1941 г. старите избени помещения в русенската фабрика се преустройват в складове, а в шуменската пивоварна си създава нов малцерай.
Като главни акционери и ръководители на дружеството са известни Р. Мощев, Франц Милде, Ат. Чанев, а по-късно П. Панайотов, Петко Палиев, Панко Симеонов, Т. Кириаков и др. Всички ръководни и административни длъжности при фабриката са били заемани само от акционери. Външни лица не се допускат, което довежда често до борби и съперничество кой да управлява. Работническият персонал се състои от 58 до 60 души работници, участващи в производството. До 1942 г. не са полагани специални грижи по охраната на труда в дружеството. За това свидетелстват няколко нещастни случая завършили със смърт на работници по време на работа. Едва през 1942 г. е назначен лекар да преглежда персонала на фабриката.
„Знайте шуменската бира, 
в целий град се тя намира.
Някой халба щом изпие,
непрестанно веч я пие.“
С шуменската пивоварна е свързан и първият български рекламен филм. Заснет е през 1940 г. и се върти по кината в продължение на две години. Филмчето „Пийте само Шуменско пиво!“ е с участието на самодеен актьорски състав от Пазарджик; режисьор и оператор е пазарджишкият кинодеец Спас Тотев. В 17 минути филмът пресъздава всенародната любов към „Шуменско пиво“, като освен това информира за модернизациите във фабриката.
През 1945 г. фабриките в Шумен и Русе се разделят и започват да функционират самостоятелно. Русенската фабрика се отделя в ново акционерно дружество за производство на ракия, коняк и малц.
В периода от 1936 до 1947 г. производството на бира се увеличава – през 1937 г. са произведени – 2 200 000 литра, през 1938 г. – 3 900 000 л; през 1939 г. – 4 800 000 л; през 1940 г. – 5 500 000 л; през 1941 г. – 8 680 000 л; през 1942 г. – 7 680 000 л; през 1943 г. – 4 110 000 л; през 1944 г. – 5 950 000 л; през 1945 г. – 7 688 000 л; през 1946 г. – 6 483 000 л; през 1947 г. – 6 084 000 л.

### 1947 – 1990
На 23.12.1947 г. Народното събрание приема Закон за национализацията на частните индустриални и минни предприятия и банки. В този ден всички пивоварни фабрики са национализирани и включени в състава на Държавното индустриално обединение „Хранителна индустрия“ към Министерството на индустрията и занаятите. Шуменската фабрика е прекръстена на „Държавна пивоварна фабрика – Шумен“.
През Първата петилетка (1948 – 1952) произведеното количество нараства с 46%, но качеството спада – през 1948 г. са произведени 6 946 000 литра, през 1950 – 7 755 000 л, през 1952 г. – 8 545 000 л. През 1952 г. пивоварните в страната преминават към Държавното стопанско предприятие „Винпром“, а през 1964 г. се включват в състава на ОДСП „Българско пиво“, което през 1966 г. се преименува в ДСО „Българско пиво“.
От 28 януари 1953 г. фабриката е самостоятелно юридическо лице под името ДИП „Пивоварна фабрика Мадара“ в системата на Министерство на доставките и хранителната промишленост.
През Втората петилетка фабриката е обновена и разширена. Качеството се подобрява, започва производството на „Шуменско специално“ пиво – с екстракт 12 об.% и трайност 180 дни.
На 16.09.1959 г. фабриката се преименува в Държавен пивоварен завод „Мадара“.
През 1964 г. „Шуменско специално“ започва да се предлага като марково пиво на полетите на БГА „Балкан“, и в заведенията на „Балкантурист“ и „Интерхотели“. Бирата се изнася в Румъния и Унгария.
През 1980-те години „Шуменско специално“ печели пет златни медала и палма от Световната организация по качеството „Монд Селексион“.

### След 1990 г.
С Решение № 163/06.12.1990 г. на министъра на земеделието и хранителната промишленост се образува фирма с държавно имущество „Шуменско пиво“ – гр. Шумен. На 2 януари 1991 г. в търговския регистър при Окръжен съд – Шумен е вписана Държавна фирма „Шуменско пиво“, като правоприемник на активите и пасивите на Пивоварен завод „Шуменско пиво“ и Фабриката за бутилиране на пиво – гр. Търговище, от състава на прекратеното СО „Българско пиво“. На 10.10.1991 г. в търговския регистър при Окръжен съд – Шумен се вписва „Шуменско пиво“ ЕООД, като правоприемник на активите и пасивите на ДФ „Шуменско пиво“. На 22.05.1996 г. Окръжният съд в Шумен вписва в търговския регистър преобразуването на „Шуменско пиво“ ЕООД в „Шуменско пиво“ ЕАД. С решение на Шуменския окръжен съд от 26.02.1998 г. се вписва промяна във фирмата на дружеството в „Шуменско пиво“ АД.
Дружеството е приватизирано през 1999 г. от турската фирма „Фин метал санай ве тиджарет“.
През 2002 г. датската пивоварна група „Карлсберг Брюъриз“ придобива от „Фероал“, Турция 59,4% от акциите на „Шуменско пиво“ АД. През следващата година датчаните увеличават дела си в „Шуменско пиво“ АД с 29,6% до 89% от капитала на дружеството.
С решение на Шуменския окръжен съд от 17.03.2004 г. седалището и адреса на управление на дружеството се премества в гр. София, кв. Младост-4, Бизнеспарк № 1, сграда 3, етаж 3.
С решение на Софийски градски съд от 14.09.2004 г. се вписват вливане на „Пиринско пиво“ АД в „Шуменско пиво“ АД, както и промяна в наименованието на дружеството, което се променя на „Карлсберг България“ АД.
От началото на 2007 г. „Карлсберг България“ АД заема второ място по пазарен дял от пазара на бира в страната.

## История на пивоварна „Хаберман“ (Русе)
Русенската пивоварната фабрика „Хаберман“, основана от австрийския предприемач Йозеф Хаберман, започва работа през 1882 г. През 1896 г. Йохан Хаберман продава фабриката на евреина Розанис. През 1899 г. чехът Франц Милде майстор пивовар на шуменската пивоварна, влиза в конфликт със съдружниците си, напуска Шумен и отива в Русе, където купува на дългосрочно изплащане пивоварната „Хаберман“. Научавайки за тази сделка, съдружниците на Милде, се споразумяват с него, и през 1903 г. той им продава русенската фабрика и се завръща в Шумен. Така „Хаберман“ става собственост на шуменското пивоварно дружество, което се преименува в „Българско пивоварно дружество Шумен – Русе“. След образуването на пивоварния картел през 1927 г., 12 пивоварни фабрики, сред които и фабриката в Русе са затворени. Ферментационните съдове и други машини и съоръжения са демонтирани и пренесени в шуменската фабрика, а в Русе се запазват само инсталациите на малцерая и производството на малц. През 1941 г. избите на старата фабрика в Русе се приспособяват като складове, а първото отделение на шуменската фабрика се реорганизира в малцерай. През 1945 г. фабриките в Шумен и Русе се разделят и започват да функционират самостоятелно. Фабриката в Русе се отделя от шуменското дружество в ново акционерно дружество със същите акционери и с 30 милиона лева капитал, с предмет – производство на ракия, коняк и малц. На 23.12.1947 г. по силата на Закон за национализацията на частните индустриални и минни предприятия и банки, русенската фабрика също е национализирана и впоследствие на нейно място е изграден консервният комбинат „Дунавия“ – Русе.

## История на „Пиринско пиво“ АД
През 1965 г. в Благоевград започва строителство на фабрика за бутилиране на пиво. Фабриката се пуска официално в експлоатация на 1 юли 1967 г. Макар снабдяването на Югозападния район с пиво да се подобрява, потреблението нараства, и ръководството на ДСО „Българско пиво“ взема решение към фабриката бутилиране да се изгради и пивоварна. На 26 март 1971 г. официално се открива новият Пивоварен завод „Пиринско пиво“. До края на 1971 г. се произвеждат 13 млн. литра бира, при капацитет на завода от 15 млн. литра. Към 1980 г. годишния производствен капацитет достига 40 милиона литра пиво. С Решение № 152/06.12.1990 г. на министъра на земеделието и хранителната промишленост се образува фирма с държавно имущество ДФ „Пиринско пиво“ – гр. Благоевград, като правоприемник на активите и пасивите на Пивоварен завод „Пиринско пиво“ от прекратеното СО „Българско пиво“. През 1992 г. фирмата се преобразува в „Пиринско пиво“ ЕООД, а през 1996 г. – в „Пиринско пиво“ ЕАД. „Пиринско пиво“ ЕАД е раздържавено по линия на масовата приватизация през 1997 г., като 70% от акциите на дружеството стават собственост на няколко приватизационни фонда и индивидуални участници. През ноември 2002 г. датският пивоварен концерн „Карлсберг Брюърис“ придобива 67% от акциите на „Пиринско пиво“ АД. „Карлсберг Брюърис“ инвестира над 30 милиона лева в модернизация на производствените мощности и за привеждане на производството към стандартите на датската компания. През септември 2004 г. „Пиринско пиво“ АД се влива в „Шуменско пиво“ АД (преименувано на „Карлсберг България“ АД), собственост на датския пивоварен концерн Carlsberg Group.

## Марки бири
В портфолиото на „Карлсберг България“ АД са следните марки:
- собствени марки: „Шуменско“ и „Пиринско“
- лицензни марки: „Карлсберг“ и „Туборг“
- вносни марки: „Ердингер“ и „Будвайзер Будвар“,